# Јерксхајм
Јерксхајм (њем. Jerxheim) општина је у њемачкој савезној држави Доња Саксонија. Једно је од 26 општинских средишта округа Хелмштет. Према процјени из 2010. у општини је живјело 1.204 становника. Посједује регионалну шифру (AGS) 3154012.

## Географски и демографски подаци
Јерксхајм се налази у савезној држави Доња Саксонија у округу Хелмштет. Општина се налази на надморској висини од 103 метра. Површина општине износи 17,4 km². У самом мјесту је, према процјени из 2010. године, живјело 1.204 становника. Просјечна густина становништва износи 69 становника/km².